# Grenze zwischen Mauretanien und Senegal
- Karte mit allen Koordinaten:
- OSM |
- WikiMap

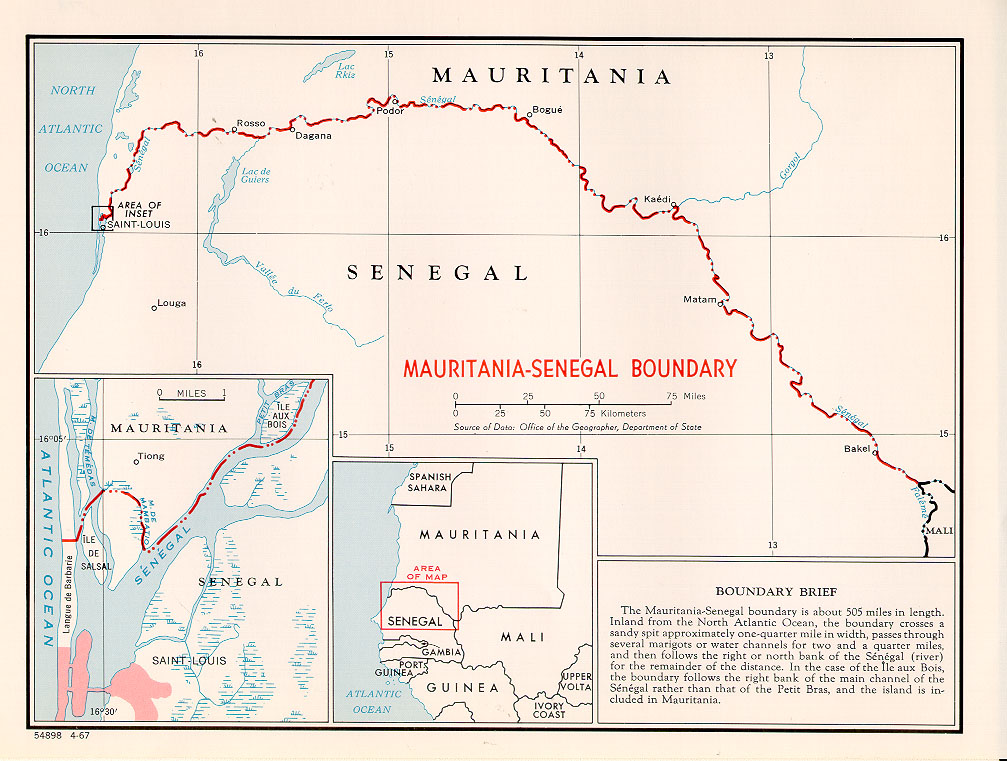
Karte des Grenzverlaufs

Die Grenze zwischen Mauretanien und Senegal trennt als internationale Landgrenze diese beiden Staaten. Die Länge der Grenze wird mit 742 km angegeben. Sie verläuft vom Atlantischen Ozean im Senegal-Fluss bis zum Dreiländereck mit Mali.

## Geschichte

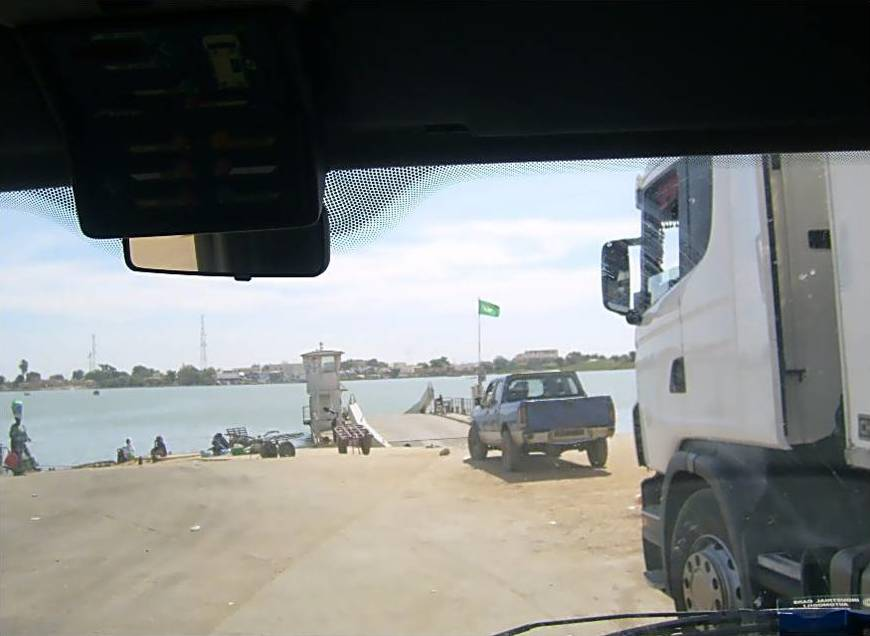
Grenzfähre in Rosso (2013)

Frankreich besetzte Mauretanien in den Jahren 1903/04, das 1912 „befriedet“ wurde. Der Grenzverlauf zwischen Mauretanien und Senegal wurde am 25. Februar 1905 entlang dem Senegal-Fluss durch die Kolonialmacht Frankreich geschaffen und mit einem Dekret vom 8. Dezember 1933 präzisiert.
Im Jahr 1905 lautete die Grenzbeschreibung: „Die Grenzen zwischen der Kolonie Senegal und der Kolonie Mauretanien sind im Süden dieses Gebiets durch die Vorstadt von Saint-Louis, wie sie durch das Dekret vom 13. Februar 1904 festgelegt wurde, und durch den Fluss Senegal vom Marigot de Kassak bis zum Marigot de Karakoro bestimmt.“
1933 hieß es: „Die Grenzen zwischen der Kolonie Senegal und der Kolonie Mauretanien sind und bleiben wie folgt festgelegt: von einem Grenzstein, der an der Atlantikküste in der Nähe des Ruinengebäudes „Maison Gardette“ errichtet werden soll, etwa 1 km südlich der Pumpleitung des Salsal-Werks. Von diesem Punkt bis zum Zusammenfluss des Marigot südöstlich des Dorfes Thiong und des Marigot de Temedas, entlang der kürzesten Linie, die Insel Salsal dem Senegal belassend. Von diesem Zusammenfluss aus, entlang einer Linie, die die Quelle des Marigot de Mambatio erreicht und dem geraden Verlauf dieses Baches bis zum Fluss Senegal folgt. Vom rechten Ufer des Hauptarmes dieses Flusses bis zu einem Punkt, der nördlich der Mündung des Falémé-Flusses liegt, wobei die Île aux Bois zur Kolonie Mauretanien gehört.“
Mit der Unabhängigkeit der beiden Staaten Senegal und Mauretanien im Jahr 1960 wurde die Grenze zur internationalen Grenze. Hinsichtlich der Hoheitsrechte über zwei Inseln gab es in der Folge Streitigkeiten zwischen beiden Ländern über den Grenzverlauf: Über die Insel Todd im Jahr 1974 und über Dounde Horé bei Diawara  im Jahr 1989. Am 23. September 1974 gab es Verhandlungen zwischen den Staatspräsidenten Moktar Ould Daddah und Léopold Sédar Senghor. Sie führten zu keiner Einigung. Nouakchott bestritt dem Dekret von 1933 jegliche Rechtmäßigkeit, da es das Dekret von 1905 nicht rechtlich aufhebe und daher weiterhin in Kraft sei. Der mauretanische Präsident beanspruchte also die Fahrrinne der stromabwärts fahrenden Schiffe als Grenze zwischen Mauretanien und Senegal und betrachtete den Streit Senegals um die Insel Todd als unbedeutend.
Von 1989 bis 1991 kam es zu einem Grenzkrieg.

## Grenzverlauf
Die Grenze beginnt am Atlantischen Ozean bei der Stadt Saint-Louis (Senegal), kreuzt die Landzunge Langue de Barbarie und führt im Senegal-Fluss, dessen bogenförmigen Verlauf folgend, bis zum Dreiländereck mit Mali (14° 45′ 36″ N, 12° 14′ 24″ W) an der Mündung des aus Guinea kommenden Falémé.

## Orte an der Grenze

### Mauretanien
- Keur Macene
- Rosso
- Ngorel
- Boghé
- Tjide
- Bababé
- Mbotto
- Mbagne
- Ouoloum Nere
- Kaédi
- Djewol
- Sagné
- Wompou

### Senegal
- Saint-Louis
- Debi
- Rheune
- Ntiagar
- Dagana
- Podor
- Boki
- Sioure
- Cascas
- Doungel
- Saldé
- Matam
- Bakel
- Aroundou